# Los traidores de San Ángel
Los traidores de San Ángel es una película coproducción de Argentina y Estados Unidos  dirigida por Leopoldo Torre Nilsson según su propio guion escrito en colaboración con Beatriz Guido y James Lewis con diálogos adicionales de Edgardo Cozarinsky, según un argumento de André Du Rona que se estrenó el 17 de octubre de 1967 y que tuvo como protagonistas a Ian Hendry, Lautaro Murúa, Graciela Borges y Maurice Evans.

## Sinopsis
Un sacerdote recién llegado a un país caribeño es detenido acusado de conspiración pues el dictador que gobierna el país sospecha que en un convento se trama una conspiración

## Reparto
- Ian Hendry	 ...	Nick Thomas
- Lautaro Murúa	 ...	Fonseca
- Graciela Borges	 ...	Marina
- Maurice Evans	...	James Keefe
- Enrique Lucero	 ...	Rodríguez
- Esther Sandoval	...	Dona Consuelo
- José de San Antón	  ...	Director de la cárcel
- Edmundo Rivera Álvarez
- Arturo Correa
- Leopoldo Lavandero
- Luis Lucio Córdoba
- Rafi Muñoz
- Víctor Moreno Hernández
- Art Merril
- Raúl Alejandro González
- Pedro Salazar
- Sylvia del Villard
- Elsa Sánchez
- Erivan R. Morales
- Walter Rodríguez
- Pedro Santalla
- Héctor Pellegrini	 ...	Voz de Maurice Evans
- Sergio Renán	  ...	Voz de Ian Hendry
- Ray Millán Reyes    ...   Carlitos

## Comentarios
S. Horowitz opinó en Propósitos:

”Torre Nilsson reconstruye el perfil de una típica dictadura centroamericana….con rasgos firmes y auténticos…si bien con trazos gruesos –aunque en general se mantiene a nivel de una sátira- sin profundizar en todos los aspectos que hacen a una exhaustiva caracterización política, económica y filosófica…ese perfil está plasmado sin ser deformado ni adulterado…El film está realizado con dominio total del lenguaje cinematográfico.”